# Love Comes Quickly
Love Comes Quickly (englisch für „Liebe kommt schnell“) ist ein Lied des britischen Elektropop-Duos Pet Shop Boys aus dem Jahr 1986.

## Hintergrund
Geschrieben und getextet wurde Love Comes Quickly von Stephen Hague, Chris Lowe und Neil Tennant. Es war das erste Lied, das Lowe und Tennant nach ihrem ersten Treffen gemeinsam geschrieben hatten. Eine Mitautorenschaft erhielt Hague, da er die ersten drei Akkorde des Liedes komponiert hatte. Die Produktion erfolgte unter der alleinigen Leitung von Hague.
Das Lied erschien erstmals als Single am 24. Februar 1986 und war Teil des Debütalbums Please (24. März 1986). Das Frontcover der Single zeigt Lowe, der eine Baseballkappe mit der Aufschrift „BOY“ in Druckbuchstaben trägt. Dieses entwickelte sich zu einer bekannten Darstellung des Duos. Tennant erinnerte sich später, dass er erwartet hatte, dass das Bild mit der Mütze das Coming-out auf den Punkt bringen würde.

## Musikvideo
Das Musikvideo entstand unter der Regie von Andy Morahan und Eric Watson. Es ist sehr einfach gehalten und man sieht Neil Tennants Gesicht beim Singen, dazwischen sind auch verschwommene Aufnahmen anderer Gesichter zu sehen. Auch Chris Lowes Gesicht befindet sich darunter.

## Charts und Chartplatzierungen
| ChartsChartplatzierungen       | Höchstplatzierung | Wochen |
| ------------------------------ | ----------------- | ------ |
| Deutschland (GfK)              | 17 (14 Wo.)       | 14     |
| Schweiz (IFPI)                 | 24 (2 Wo.)        | 2      |
| Vereinigtes Königreich (OCC)   | 19 (9 Wo.)        | 9      |
| Vereinigte Staaten (Billboard) | 62 (8 Wo.)        | 8      |

## Weitere Coverversionen (Auswahl)
- 2003: DJs@Work – Some Years Ago